# غريغ هاميرتون
غريغ هاميرتون (بالإنجليزية: Greg Hamerton)‏ (1973)؛ روائي جنوب أفريقي. درس في جامعة كيب تاون.